# David Wain
David Benjamin Wain (Shaker Heights, 1º agosto 1969) è un attore, regista, sceneggiatore  e comico statunitense.

## Filmografia parziale

### Attore

#### Cinema
- Tentazioni d'amore (Keeping the Faith), regia di Edward Norton (2000)
- Bamboozled, regia di Spike Lee (2000)
- Wet Hot American Summer, regia di David Wain (2001)
- ...e alla fine arriva Polly (Along Came Polly), regia di John Hamburg (2004)
- The Baxter, regia di Michael Showalter (2005)
- Delirious - Tutto è possibile (Delirious), regia di Tom DiCillo (2006)
- The Ten, regia di David Wain (2007)
- Reno 911!: Miami, regia di Ben Garant (2007)
- Puberty: The Movie, regia di Eric Ledgin e Stephen Schneider (2007)
- The Guitar, regia di Amy Redford (2008)
- Role Models, regia di David Wain (2008)
- I Love You, Man, regia di John Hamburg (2009)
- Sleepwalk with Me, regia di Mike Birbiglia (2012)
- Tentazioni (ir)resistibili (Thanks for Sharing), regia di Stuart Blumberg (2012)
- Hell Baby, regia di Thomas Lennon e Robert Ben Garant (2013)
- They Came Together, regia di David Wain (2014)
- Cognati per caso (Brother Nature), regia di Oz Rodriguez e Matt Villines (2016)
- Fun Mom Dinner, regia di Alethea Jones (2017)
- A Futile and Stupid Gesture, regia di David Wain (2018)
- Under the Eiffel Tower, regia di Archie Borders (2018)
- Dog Days, regia di Ken Marino (2018)
- Kimi, regia di Steven Soderbergh (2022)

#### Televisione
- Aisle Six, regia di David Wain - cortometraggio (1992)
- You Wrote It, You Watch It (1992-1993)
- The State (1993-1995)
- The Daily Show (1996) - corrispondente
- Apartment 2F (1997)
- The Third Date, regia di Amy Barrett - cortometraggio (2003)
- Crank Yankers (2003)
- Reno 911! (2003; 2008)
- Stella (2005)
- Entourage (2006)
- Wainy Days (2007-2011)
- Childrens Hospital (2008-2016)
- Tim and Eric Awesome Show, Great Job! (2009)
- New Girl (2012)
- Newsreaders (2013-2015)
- She Said, She Said, regia di Stuart Blumberg - cortometraggio (2013)
- Burning Love (2013)
- The Greatest Event in Television History (2013)
- Key & Peele (2013)
- Married (2014)
- Broad City (2015)
- Weird Loners (2015)
- Last Week Tonight with John Oliver (2015)
- Another Period (2015-2018)
- Wet Hot American Summer: First Day of Camp (2015)
- Younger (2016)
- Drunk History (2016)
- Fresh Off the Boat (2017)
- Wet Hot American Summer: Ten Years Later (2017)
- My Dead Dad's Porno Tapes, regia di Charlie Tyrell - cortometraggio (2018)
- Portlandia (2018)
- Crazy Ex-Girlfriend (2018)

### Regista
- You Wrote It, You Watch It (1992-1993)
- The State (1993-1995)
- Apartment 2F (1997)
- Stella (2005)
- Wainy Days (2007-2011)
- Childrens Hospital (2008-2016)
- Party Down (2010)
- Nudi e felici (Wanderlust) (2012)
- New Girl (2012)
- Newsreaders (2013-2015)
- A to Z (2014)
- Wet Hot American Summer: First Day of Camp (2015)
- Wet Hot American Summer: Ten Years Later (2017)
- A Futile and Stupid Gesture (2018)

### Sceneggiatore
- You Wrote It, You Watch It (1992-1993)
- The State (1993-1995)
- Apartment 2F (1997)
- Strangers with Candy (2000)
- MADtv (2000-2001)
- Ovino va in città (Sheep in the Big City) (2000-2002)
- Stella (2005)
- Wainy Days (2007-2011)
- Childrens Hospital (2008-2016)
- Nudi e felici (Wanderlust) (2012)
- Newsreaders (2013-2015)
- Wet Hot American Summer: First Day of Camp (2015)
- Wet Hot American Summer: Ten Years Later (2017)

### Doppiatore
- The Ten, regia di David Wain (2007)
- Superjail! - serie animata, 37 episodi (2007-2014)
- Bob's Burgers - serie animata, 12 episodi (2012-2021)
- Tuca & Bertie - serie animata, 2 episodi (2019)
- American Dad! - serie animata, 1 episodio (2020)
- I Greens in città (Big City Greens) - serie animata, 1 episodio (2021)
- Bob's Burgers - Il film (The Bob's Burgers Movie), regia di Loren Bouchard e Bernard Derriman (2022)

## Doppiatori italiani
Nelle versioni in italiano dei suoi lavori, David Wain è stato doppiato da:
- Massimo Triggiani in Wet Hot American Summer: First Day of Camp, Wet Hot American Summer: Ten Years Later (Yaron)
- Paolo De Santis in Delirious - Tutto è possibile
- Paolo Marchese in Wet Hot American Summer: Ten Years Later (Bill Clinton)
- Gabriele Vender in Dog Days
- David Vivanti in Crazy Ex-Girlfriend
- Gabriele Patriarca in Reno 911!

Da doppiatore è sostituito da:
- Marco De Risi in Bob's Burgers - Il film